# تیم ریم
تیم ریم (انگلیسی: Tim Ream؛ زادهٔ ۵ اکتبر ۱۹۸۷) بازیکن فوتبال اهل ایالات متحده آمریکا است.
از باشگاه‌هایی که در آن بازی کرده‌است می‌توان به باشگاه فوتبال فولام، باشگاه فوتبال نیویورک رد بولز، باشگاه فوتبال بولتون واندررز، و شیکاگو فایر اشاره کرد.
وی همچنین در تیم ملی فوتبال ایالات متحده آمریکا بازی کرده‌است.

## زندگی شخصی
در ژانویه ۲۰۱۲، ریم با معشوقه دوران کودکی خود، کریستن ساپینزا، که او نیز یک بازیکن فوتبال است، ازدواج کرد. ریم بیست و چهار ساعت پس از ازدواج، ماه عسل خود را که در تاهیتی برنامه‌ریزی شده بود لغو کرد تا به بولتون واندررز ملحق شود. ریم بعداً در مصاحبه با بولتون نیوز اظهار داشت که هنوز اعتقاد دارد انتخاب درستی در لغو ماه عسل خود داشته‌است.